# A. Whitney Brown
A. Whitney Brown est un acteur et scénariste américain né le 8 juillet 1952 à Charlotte au Michigan.

## Filmographie

### Scénariste
- 1985-1991 : Saturday Night Live (111 épisodes)
- 1988 : 40e cérémonie des Primetime Emmy Awards
- 1989 : Les Contes de la crypte (1 épisode)
- 1991 : Saturday Night Live: The Best of Robin Williams
- 1992 : Best of Saturday Night Live: Special Edition
- 1995 : Exit 57 (6 épisodes)
- 1996-1998 : The Daily Show (386 épisodes)
- 1997 : The Daily Show Year-End Spectacular '97
- 1998 : The Daily Show Guide to Home Video
- 1998 : The Beth Littleford Interview Special
- 1998 : Weirder Than Whitney
- 1998 : The Daily Show Beach House
- 1998 : The Daily Show Year-End Spectacular '98
- 1999 : This Week Has 7 Days
- 2005 : Saturday Night Live: The Best of Jon Lovitz
- 2007 : Bush vs. Zombies

### Acteur
- 1985 : That Was the Week That Was (1 épisode)
- 1985-1991 : Saturday Night Live : plusieurs rôles (43 épisodes)
- 1992 : I'm Your Man : Professeur Bob
- 2011 : The Roommate : Pearce